# Odile Petit
Pour les articles homonymes, voir Petit.
Odile Petit, née le 24 novembre 1963, est une nageuse synchronisée française.

## Biographie
Odile Petit remporte la médaille d'or par équipe  aux Championnats d'Europe de natation 1985 et aux Championnats d'Europe de natation 1987. Elle participe aux Jeux olympiques d'été de 1984, les premiers de la discipline, avec les duettistes Pascale Besson et Muriel Hermine.